# Speke-gazella
A Speke-gazella (Gazella spekei) az emlősök (Mammalia) osztályának párosujjú patások (Artiodactyla) rendjébe, ezen belül a tülkösszarvúak (Bovidae) családjába és az antilopformák (Antilopinae) alcsaládjába tartozó faj.
Neve a Nílus forrását, a Viktória-tavat felfedező John Hanning Speke brit katonatiszt emlékét őrzi.

## Előfordulása
Szomália indiai-óceáni partvidékének 20-40 kilométer széles síkságán él, elterjedésének északi határát a Gulis-vonulat meredek lejtői jelentik. Nagyjából Mogadishutól délre már kiirtották. Hasonló a helyzet Etiópia legkeletibb részén, Ogadenben, ahol az 1980-as években láttak utoljára Speke-gazellákat – hogy maradtak-e még itt képviselői a fajnak, azt a felmérések nehézségei miatt egyelőre nem lehet eldönteni, kihalása mindenesetre valószínűsíthető.
Élőhelye elsősorban a félszáraz, füves puszta, de alacsony bozótosban (jellemző növénye az Indigofera intricata) és köves, kopár dombvidékeken és félsivatagokban is találkozni vele 2500 méter alatti magasságig. A parti síkságokat és homokdűnés vidékeket a vegetációs időszakban a különféle bögölyök támadásai, szárazabb időkben pedig az itteni zöld növényzet tartósabb megmaradása miatt is felkeresi.

## Megjelenése
Testhossza 95-105 centiméteres, amihez 15-20 centiméter hosszú farok csatlakozik. A gazellák marmagassága 50-60 centiméter között mozog, testtömegük 15-25 kilogrammos. A has és a far fehér színű, és fekete oldalsáv választja el a test többi részét fedő világos, sárgásbarna szőrzettől. Az oldalsáv felett általában egy világosabb sáv is fut. A fej alapszíne szintén sárgásbarna, de vastag fehér és sötét sávok tarkítják.
Mindkét nem visel szarvakat: a bikáké szélesen gyűrűzött, 25-31 centiméteres, S-alakban hátrafelé görbülő, míg a tehenek szarva sokkal vékonyabb, meredekebb és egyenesebb, hossza pedig csupán 15-25 centiméterre rúg. A Speke-gazella különleges jellemzője, hogy az orrnyílások felett, az orrnyereg felett 3-5 bőrredő helyezkedik el, amiket teniszlabdányi méretű zsákká képes felfújni vész esetén és izgalmi állapotban.

## Életmódja
Este és kora reggel aktív, a forró nappalt pihenéssel tölti. Kis, legfeljebb húsz, de rendszerint 5-10 példányt számláló csordákban él, amelyeket egy-egy territoriális viselkedésű bika vezet. A hímek vizeletükkel, trágyakupacaikkal és homlokmirigyeik váladékával jelölik ki területük határát. Táplálékául különböző fűfélék és levelek szolgálnak. Az orron levő bőrképződmény jelzi társainak, ha az állat izgalomba került, és felerősíti a figyelmeztető hangadást is – ez egyébként leginkább egy puskalövésszerű tüsszentésként írható le. Az izgalmi állapotot a homlokmirigyek váladékkibocsátása is jelzi.

## Szaporodása
A Speke-gazellák decemberben és januárban párzanak, majd 6-7 hónapos vemhességet követően hozzák világra egyetlen utódukat május-június folyamán. Az elválasztásra két-három hónap után kerül sor. A tehenek kilenc hónaposan, a bikák csak másfél éves korban érik el az ivarérettséget. A gazella legfeljebb 12 évig élhet.

## Természetvédelmi helyzete
A Speke-gazella az 1980-as években még széles körben elterjedtnek számított, ám azóta példányszáma drasztikus csökkenésnek indult: az 1999-ben több tízezresre becsült állomány kevesebb mint felére csökkent. A fő veszélyforrást a túlzott vadászat, élőhelyének túlzott legeltetése és a szárazságok jelentik a fajra nézve, amelynek helyzetét a szomáliai polgárháború csak súlyosbítja: az anarchikus állapotok a vadállatok illegális kereskedelmét is lehetővé teszik. A kormányzat gyengesége következtében a Speke-gazella élőhelyén gyakorlatilag nem létezik természetvédelem, így helyzete a közeljövőben minden bizonnyal tovább fog romlani. Szerencsére számos helyen sikeresen szaporodnak fogságban tartott példányai, így a faj végleges kipusztulása elkerülhetőnek tűnik.

## Képek

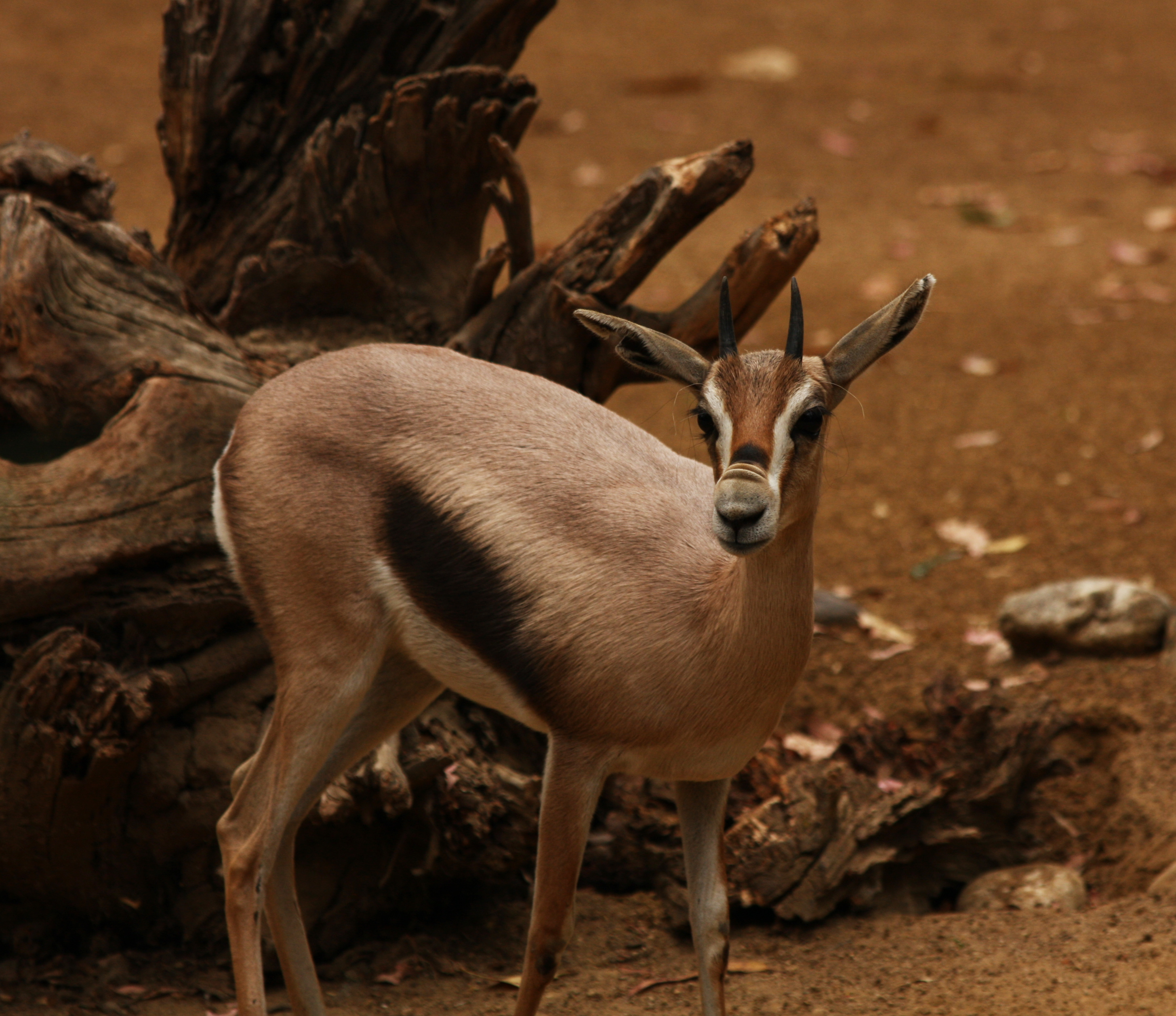
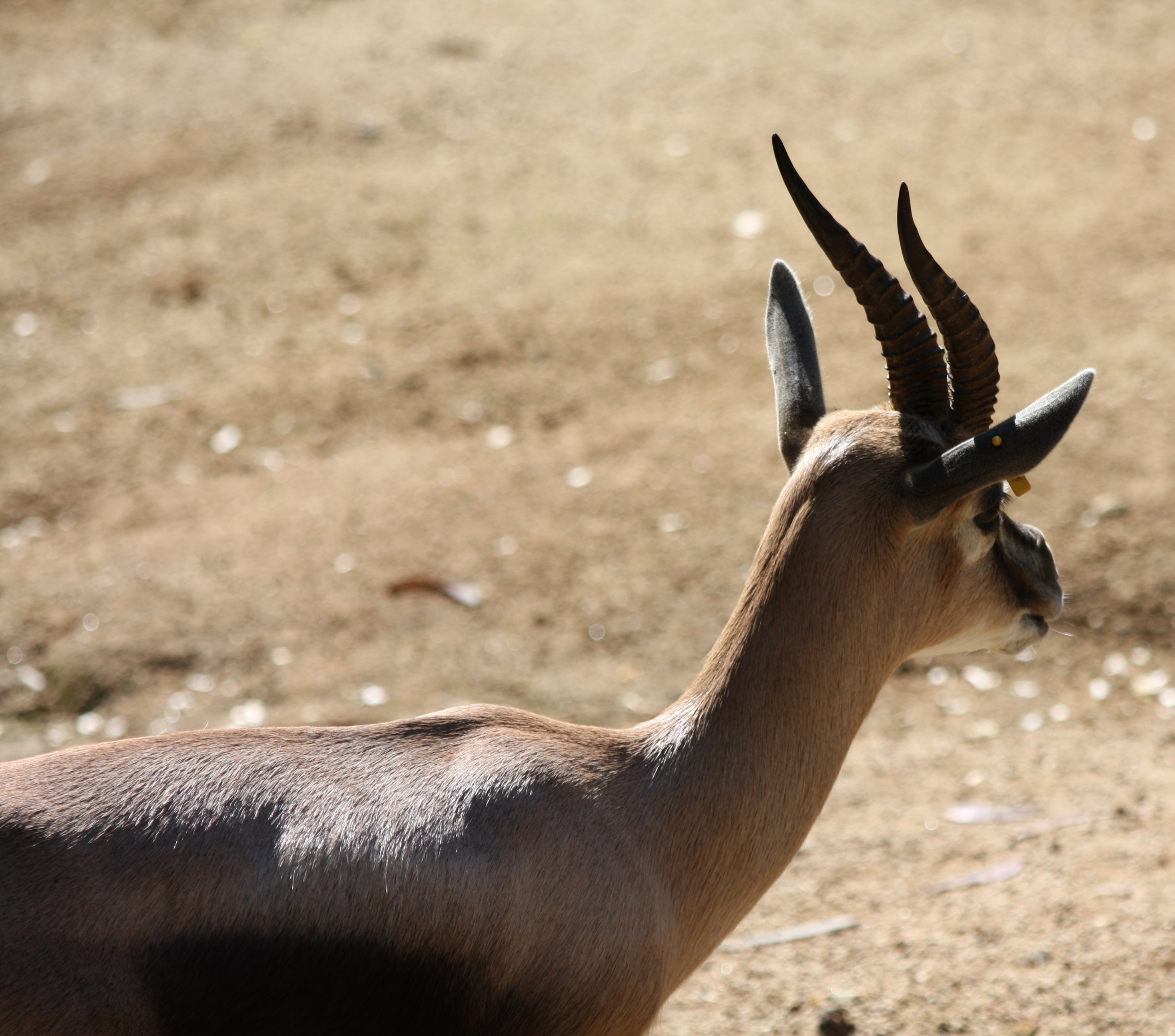
Hím